# Goniogryllus atripalpulus
Goniogryllus atripalpulus is een rechtvleugelig insect uit de familie krekels (Gryllidae). De wetenschappelijke naam van deze soort is voor het eerst geldig gepubliceerd in 1996 door Chen & Zheng.